# 上坂嘉彦
上坂 嘉彦（うえさか よしひこ、1958年9月18日 - ）は、兵庫県西宮市出身の元プロ野球選手（投手）。

## 来歴・人物
尼崎工業高から、社会人野球の三菱自動車京都を経て、1979年オフにドラフト外で南海ホークスにテスト入団。
右腕の本格派投手であったが、一軍公式戦に出場することはなく、1年間で退団した。

## 詳細情報

### 年度別投手成績
- 一軍公式戦出場無し

### 背番号
- 47 （1980年）